# Јован VII Палеолог
Јован  Палеолог (грч. Ιωάννης Ζ' Παλαιολόγος, живео 1370— 22. септембар 1408) је био византијски цар (током пет месеци 1390. године, од 14. априла до 17. септембра), син цара Андроника  (1376—1379) и његов савладар (1376—1379), царски намесник (1399—1403) у име свог стрица цара Манојла  (савладар 1373—1391, цар 1391—1425) и управник Солуна (1403—1408). Био је ожењен Ирином Гатилузио са којом је имао неколико деце, од којих је најзначајнији његов син цар Андроник V.
Неколико извора сугерише да је цар Јован VII понекад користио име Андроник (Ανδρονικος), вероватно у част успомене на свог оца, цара Андроника IV Палеолога, иако је владао под својим рођеним именом.
Андроник IV је био прворођени син цара Јована V Палеолога (1341–1391), и стога је био наследник престола. Након неуспеле побуне 1373. године, Андроник IV је затворен и делимично ослепљен, а иста казна је вероватно извршена и за Јована VII, који је тада имао само три године. Андроник IV је побегао 1376. године, из заточениптва и успешно је заузео Константинопољ, владајући као цар до 1379. године. Јован VII је у време владавине свога оца цара Андроника IV био цар - савладар, вероватно му је да титула додељена 1377. године. Иако су га 1379. године, збацили његов брат цар - савладар Манојло II Палеолог и њихов отац цар Јован V, Андроник IV се никада није одрекао царске титуле. Да би се спречио даљи сукоб, 1381. године, је договорено да Андроник IV наследи цара Јована V, чиме ће Јован VII бити други у реду наслеђивања.
Након смрти Андроника IV 1385. године, Јован VII је наследио његове претензије на трон. Упркос претходном договору, цар Јован V је за наследника фаворизовао Манојла II. Јован VII се побунио против деде цара Јована V и успешно заузео Константинопољ 1390. године. После само пет месеци, Манојло II је успео да свргне свог синовца уз помоћ Османлија и витезова Хоспиталаца. Након смрти цара Јована V 1391. године, Манојло II га је наследио на престолу. И даље поседујући моћну мрежу савезника, Јован VII никада није одустао од својих претензија да буде легитимни цар, а напети односи између њега и његовог стрица су неколико пута довели царство близу грађанског рата. Иако га је цар Манојло II само у ограниченој мери почастио, неколико споразума у вези са статусом и линијом наслеђивања склопљено је између њих двојице како би се избегао сукоб, потврђујући да је Јован VII остао цар - савладар и да ће наследити цара Манојла II након његове смрти.
Године 1394. османски султан Бајазит I опсео је Цариград. Цар Манојло II је напустио град 1399. године, да би путовао по западној Европи у потрази за војном помоћи, а цару - савладару Јовану VII је поверио да служи као намесник у Цариграду, надгледајући његову одбрану. Упркос наводима о завери са Османлијама, цар - савладар Јован VII је лојално управљао градом све време Манојловог три и по године дугог путовања, одбијајући да га преда султану Бајазиту I. Претња за Цариград окончана је Бајазитовим поразом од Тимурида у бици код Ангоре 1402. године. После ове битке, цар - савладар Јован VII је склопио повољан уговор са једним од Бајазитових синова, емиром Сулејманом Челебијем, који је обезбедио да важан град Солун који је изгубљен од стране цара Манојла II 1387. године, сада враћен под царску контролу. Упркос лојалној служби цара - савладара Јована VII, цар Манојло II га је прогнао када се вратио 1403. године, а њих двојица су поново били непријатељи. Ова свађа се показала кратком, пошто су неколико месеци касније се помирили и склопљен је нови споразум, којим је цару - савладару Јовану VII дозвољено да преузме Солун и признат му је пуна царска титула. Од 1403. до своје смрти 1408. године, цар Јован VII је тако владао у Солуну као „цар целе Тесалије“, са својим посебним царским двором. Солуњани су га сматрали способним владаром, а његов рад на локалним црквеним пословима и унапређењу одбрамбених структура града изазвао је позитивне успомене.

## Биографија

### Порекло и младост
Јован VII Палеолог је рођен 1370. године као једини син Андроника IV Палеолога и Кераце Бугарске, ћерке цара Јована Александра Бугарског. Андроник IV је био прворођени син цара Јована V Палеолога (1341–1391) и тиме легитимни наследник византијског престола.
Династија Палеолога, која је била на власти од 1259/1261. године, је често била оптерећена сукобима, при чему су цареви и принчеви породице често били неспособни да сарађују међу собом, на штету царства. Главни непријатељ Византинаца у то време било је Османско царство, које је током XIV века освајало огромне делове некадашње царске територије. Цар Јован V је чак пристао да служи османском султану Мурату I (1362–1389) као трибутски вазал. У то време, упркос геополитичким недаћама, византијска и османска аристократија су били у блиском контакту једни са другима.
Док је цар Јован V учествовао у османском походу на Анадолију, према његовом вазалном уговору са султаном Муратом I, Андроник и један од синова султана Мурата I, Савџи бег, координирали су истовремене побуне против својих очева. Два принца су поражена, ухваћена и затворена у року од неколико месеци, пошто су њихови очеви удружили снаге да угуше побуне. Андроник и Савџи су претрпели оштру казну. Савџи је био ослепљен и погубљен по наређењу султана Мурата I, и иако је султан Мурат I наредио цару Јовану V да ослепи и његовог сина Андроника, византијски цар Јован V није желео да изврши наређење, само је делимично казнио сина. Андроник је био само делимично ослепљен, ослепљен је само на једно око. Неки извори сугеришу да је Андроников син Јован, потоњи цар Јован VII, који је тада имао само три године, такође био делимично ослепљен на исти начин. Штавише, Андроник је изгубио право наследства престолА, а његов млађи брат, Манојло II Палеолог, проглашен је од стране оца цара Јована V за наследника.
Затворен са својом породицом у затвору Анема у Цариграду, Андроник је јула 1376. године побегао, заједно са женом и сином, у Галату, колонију Ђеновљанске републике на другој страни Златног рога, где су га Ђеновљани са одушевљењем примили. Ђеновљани су пружили подршку Андронику у односу на цара Јована V, јер је цар Јован V недавно дао острво Тенедос њиховом ривалу, Венецијанској републици, чиме је наштетио њиховим трговачким интересима. Андроник је такође задржао подршку великог дела византијског друштва, упркос својим побуњеничким акцијама, и успешно је заузео Константинопољ 12. августа исте године, уз подршку Ђенове и Османлија. Јован V и Манојло су били затворени, а Андроник IV је владао као цар три године пре него што су Јован V и Манојло побегли из заточеништва и свргнули га са трона. За време владавине његовог оца (12. август 1376. – 1. јул 1379.) Јован VII је проглашен за цара - савладара, вероватно 1377. године. Чак и након што је свргнут, Андроник IV се никада није одрекао својих права на престо, живећи у Галати и отворено изјављујући своје намере да поново преузме престоницу.
Сукоб између Андроника IV и цара Јована V у Цариграду трајао је до 1381. године, када је постигнут договор да Андроник IV и његов син Јован VII буду наследници цара Јована V на престолу. Штавише, Андроник IV је још једном признат као млађи цар - савладар и дозвољено му је да задржи и користи титулу василевса (цара). Цар - савладар Андроник IV је такође добио земље око Селимбрије као апанажу 1382. године.
Цар - савладар Андроник IV је преминуо пре цара Јована V, умро је 25. или 28. јуна 1385. године. Јован VII је наследио очев посед око Селимбрије и, према споразуму из 1381. године, такође је наследио право на коришћење титуле базилеус, постајући млађи цар - савладар Византијског царства. Такође је наследио претензије свог оца да је легитимни наследник цара Јована V. Са своје позиције млађег цара - савладара, Јован VII је добијао подршку од Османског царства, посебно од ступања на трон султана Бајазита I (1389. године), па надаље, и од Ђеновљана. Подршка Ђенове није промакла пажњи цара Јована V. У неком тренутку између 1387. и 1391. године забележено је да се цар Јован V жалио Ђеновљанима да становници Галате поздрављају и проглашавају цара - савладара Јована VII као да је он старији цар, док су цару Јовану V одбили да одају одговарајуће почасти.

## Побуне Андроника
После прве побуне свога оца 1373. године која није успела, заједно са њим је делимично ослепљен, али га то није спречило да настави да игра важну улогу у борби за власт у Византији. Након друге побуне његовог оца и преузимања власти уз помоћ Ђеновљана 12.08. 1376. године, трогодишњи Јован је овенчан за савладара. Међутим свега три године касније, у Византији је 01.07. 1379. године дошло до новог преврата којим су Јован  (1341—1376, 1379—1390, 1390—1391) и Манојло (II) враћени на трон, а цар Андроник IV и његов син Јован VII су збачени са власти, али им су им на управу додељени поседи око Селимврије, Хераклеје Родоста и Панидоса. Претпоставља се да је јуна 1385. године после смрти свога оца који је поново неуспешно покушао да преузме власт, Јован VII преузео самосталну управу над тим поседима.

## Јованова побуна и владавина
Развој ситуације на Балканском полуострву после Косовског боја 15.06. 1389. године и долазак Бајазита  (1389—1402) на власт, довели су до новог притиска на Византију. Нови султан је свог противника решио да ослаби подстицањем Јована на побуну против његовог деде и имењака који је владао Царством. Уз помоћ османлијских снага, подршку дела властеле и права примогенитуре, он је 14.04. 1390. године преузео контролу над Цариградом и прогласио се царем. Његова узурпација престола и јасна Бајазитова подршка, тумачени су на Западу као увод у османлијско заузеће Цариграда, о чему сведочи и чињеница да је Млетачки сенат у то доба својој делегацији коју је упућивао у Цариград дао посебне инструкције, за случај да у доба када они пристигну до Царице свих Градова на Златном рогу буде владао Бајазит. Међутим, као и приликом свргавања његовог оца, поново је на сцену ступио његов стриц Манојло (II) који је пред Јованом побегао на Лемнос. Он је два пута неуспешно покушао да продре у град, да би му 17.09. 1390. године то и успело, чиме је Јован V по четврти пут враћен на престо.

### Узурпација престола и владавина
Упркос споразуму из 1381. године, који је експлицитно навео да је цар - савладар Јован VII био легитимни наследник, а да је и сам деспот Манојло показао неке бунтовничке тенденције, деспот Манојло је остао омиљени наследник цара Јована V и представљао главну препреку цару - савладару Јовану VII на путу ка престолу. Када је деспот Манојло био у походу на Анадолију 1390. године, цар - савладар Јован VII, двадесетогодишњак, искористио је тренутак и прогласио се за владајућег цара, опсевши Константинопољ. Према савременом руском хроничару Игњатију Смоленском, 1390. године дошло је до снажног струјања мишљења у корист цара - савладара Јована VII. Цар - савладар Јован VII је обезбедио подршку османског султана Бајазита I и Ђеновљана; Недуго пре опсаде (вероватно крајем 1389. године), чак је лично отпутовао у Ђенову да скупи подршку. Како је копном путовао назад у Византијско царство, могуће је да је цар - савладар Јован VII прошао кроз Бугарску, где је такође могао тражити помоћ од Јована Страцимира и Јована Шишмана, бугарских царева у Видину и Трнову.
Поред његових спољних савезника, велики проценат становништва у Цариграду је такође подржавао цара - савладара Јована VII, а можда је чак и одобравао суптилну османску интервенцију у наслеђивању. Цар - савладар Јован VII је ушао у град 14. априла 1390. године, његова кратка опсада је окончана тако што је група обичних људи отворила Харизијеву капију, без борбе, и пустила га унутра. Иако је коришћена извесна принуда, убрзо су сви у граду признали и прогласили Јована VII за цара, потчинивши се његовој владавини.
Постоје неки савремени докази да је цар Јован VII користио име Андроник у време своје узурпације. Игњатије Смоленски, очевидац догађаја, написао је да су војници у служби цара Јована VII узвикивали акламацију „Много година Андронику!“ (Πολλά τα έτη Ανδρόνικου!), а не очекивано „Много година Јовану!“ (Pollá ta éti Ioánnou!) и записи регистра трошкова у Галати из 1390. године, помињу да је цар у Цариграду у то време био Andronico Paleologo. Могуће је да је цар Јован VII променио своје име у Андроник по очевој смрти 1385. године да би одао почаст његовој успомени, или га је усвојио тек 1390. године да би избегао конфузију у поретку. Ако би његови војници и људи из Константинопоља свргнули цара по имену Јован и прогласили другог истог имена, цела ствар би могла да се одвија у недоумици. Коришћењем имена Андроник, било каква таква питања би се избегла. Током своје стварне владавине као цара, након што је успешно преузео престо, цар Јован VII изгледа није користио друго име, владајући под својим рођеним именом. У уговорима које је потписао помињу се као Јован, а савремени византијски аутори га такође доследно помињу његовим рођеним именом, игноришући било које друго име за њега.
Неколико активности које су забележене да су спроведене током кратке владавине цара Јована VII сугерише да је веровао да ће владати дуго времена. У јуну је потписао уговор са Венецијом и све време своје владавине издавао је простагме (царске одлуке/наредбе) и ковао је новац. Такође је забележено да је цар Јован VII подржао враћање Макарија на трон Цариградске патријаршије. Макарије је био цариградски патријарх за време владавине оца цара Јована VII, 1376–1379, цара Андроника IV.
Владавина цара Јована VII завршила се исте године када је и почела, када се деспот Манојло вратио из свог похода. Уз подршку витезова Хоспиталаца и Османлија, деспот Манојло је 17. септембра збацио цара Јована VII, који је владао само пет месеци, и вратио власт цару Јовану V. Након што је помогао деспоту Манојлу да поврати град за свог оца, султан Бајазит I га је присилио да живи на османском двору, понашајући се као покорни вазал.

### Гувернер Селимбрије и претензије
Цар - савладар Јован VII никада није одустао од своје претензије да буде цар, и наставио је да буде моћан политички играч у Византијском царству годинама након његовог свргавања. Негде пре 1397. године, вероватно већ 1390. године, цар - савладар Јован VII се оженио Ирином Гатилузио, ћерком Франческа II Гатилузија, господара острва Лезбос. Након што се цар Јован V вратио на престо, султан Бајазит I је позвао оба млађа цара - савладара, Манојла II и Јована VII, да се придруже султановим походима на Анадолију. Обојица су били приморани да учествују у османском потчињавању Филаделфије, последњег хришћанског града у западној Анадолији. Када је цар Јован V умро 1391. године, цар - савладар Манојло II, у то време боравио је на Бајазитовом двору, брзо је кренуо у Цариград да би спречио цара - савладара Јована VII који је полагао право на престо, да преузме власт
Цар - савладар Јован VII је наставио да управља Селимбријом након смрти цара Јована V и наставио је да претендује да постане цар након успона Мануела II на престо. Владао је Селимбријом као вазал султана Бајазита I, што је значило да је био принуђен да помаже султану Бајазиту I у даљим походима на Анадолију. Према историчару Џону В. Баркеру, цар - савладар Јован VII је покушао да прода своје право на византијски престо француском краљу Шарлу VI. Године 1397. у Селимбрији, цар - савладар Јован VII је наводно поверио француским племићима Анрију од Бара и Жану Неверском да преговарају са краљм Шарлом VI, при чему је цар Јован VII тражио француски замак и великодушну годишњу новчану надокнаду у замену за одустајање од титуле. Баркерова хипотеза је заснована на стварном правном документу потписаном 15. јула 1397. године, вероватно у Сарају, а не у Селимбрији, али сам документ не помиње која права је цар - савладар Јован VII поверио француским племићима или какве су биле његове тачне намере у преговорима са краљм Карлом VI. Идеја да је цар -савладар Јован VII намеравао да прода своје претензије заснована је на преурањеним тумачењима самог документа и белешки племића у вези са дискусијом са Франческом II Гатилузиом на Лезбосу, током које је Франческо II Гатилузио наводно открио оно што је веровао да су Јованове намере.
Наде Јована VII да ће преузети трон и даље су биле подржане од стране султана Бајазита I, који га је видео као кандидата који више обећава од чврстог антиосманског цара Манојла II. Подржавајући цара - савладар Јована VII, султан Бајазит I се надао да ће претворити Византијско царство у послушну вазалну државу, као што је скоро била под влашћу цара Јована V. Иако је султан Бајазит I био значајан савезник, цар Манојло II је искористио његову отворену подршку цару - савладару Јовану VII у својим напорима да делегитимише Јованове претензије. У неким од раних текстова цар Манојло II, отишао је толико далеко да је тврдио да је Јованов крајњи план био да преда Константинопољ Османлијама.
Упркос Манојловој пропагандној кампањи, цар - савладар Јован VII је и даље уживао значајну подршку, како унутар царства, тако и међу његовим савезницима. Поред султана Бајазита I, цара Јована VII је и даље подржавала Република Ђенова, са којом је имао трговачке везе. Поред тога, цара - савладара Јована VII је подржавала и широка мрежа богатих византијских аристократа. Његова широка подршка и богатство дали су му константан фонд ресурса које је могао да користи у свађи са својим стрицем.
Поред његове подршке од стране одређених аристократа и његових међународних савезника, постојала је и фракција у Константинопољу, углавном састављена од народа, која је желела да Јован VII постане старији цар, до 1399. године. Ова фракција се противила владавини цара Манојла II, верујући да му није стало до опстанка царства и да он влада као тиранин. Пошто је цару - савладару Јовану VII законом дато право да наследи трон 1381. године, они су га видели као легитимног наследника, а не цара Манојла II, на кога се гледало као на узурпатора који је више заинтересован за сопствену моћ од било чега другог. Овакву перцепцију цара Манојла II користио је цар - савладар Јован VII у својој сопственој пропаганди.

### Помирење са царем Манојлом II и намесништво
Тензије између цара - савладара Јована VII и цара Манојла II су ескалирале пошто је султан Бајазит I почео да прети да ће освојити Цариград. Године 1394. султан Бајазит I је опсео Константинопољ. Подстакнути француским витезом Жаном Бусиком, који је био постављен за вођу одбране Константинопоља и који је имао добре односе и са царем - савладаром Јованом VII и са царем Манојлом II, два цара су 1399. године постигла споразум који је требало да оконча њихову династичку свађу. Према византијском монаху Симеону Солунском, став цара - савладара Јована VII према стрицу цару Манојлу II се променио након што је султан Бајазит I напао његове поседе око Селимбрије 1397. године. Договор је био да цар Манојло II усвоји цара - савладара Јована VII, а да цар - савладар Јован VII заузврат усвојио Манојлове синове и кћери, уједињујући две гране породице. Цар Манојло II је такође формално признао цара - савладара Јована VII као првог цара - савладара, надмашивши Манојловог сина, цара - савладара Јована VIII Палеолога, који је тада постао други цар -савладар.
Споразум је омогућио цару Манојлу II да напусти град у трогодишњој мисији да путује по Европи у покушају да обезбеди војну помоћ, док је цару - савладару Јовану VII поверено да остане у Константинопољу као намесник, управљајући градом у Манојловом одсуству. Иако је у ствари постао цар - намесник, Јованова одговорност је углавном била одбрана Константинопоља, а не друга питања којима се иначе бавио цар. Због недостатка извора, намесништво цара Јована VII у Цариграду није добро документовано, а обим његове моћи и начин на који ју је вршио није сасвим јасно. Не изгледа да је цар Манојло II поштовао споразум из 1399. године, пошто је своју породицу (сада наводно Јованову) послао свом брату деспоту Теодору I Палеологу у Мореју. Једини сачувани текстуални записи о Јовановој делатности у Цариграду су уговори са Млечанима и Ђеновом и документација о његовој одлуци да свргне патријарха Матеја I. Патријарх Матеј I је имао много непријатеља у Константинопољу, из разлога који нису били сасвим јасни, а анти-Матејева фракција је успела да убеди цара Јована VII да га свргне. Касније ће га цар Манојло II вратити на патријаршијски трон када се врати у Цариград У Византијском царству, коначна одлука за постављање патријарха била је само на цару.
Док је опседао град, султан Бајазит I је покушао да апелује на присталице цара - савладара Јована VII представљајући се као бранилац легитимитета цара - савладара Јована VII и нудећи мир под условом да цар - савладар Јован VII буде враћен на престо, услови које је цар Манојло II одбио пре него што је отишао, тa одлука је продужила опсаду. Када је цар Манојло II напустио град, султан Бајазит I је покушао да преговара директно са царем - савладаром Јованом VII. Можда је превидео да је подржао Манојлово  збацивање цара Јована VII 1390. године, његов сопствени напад на земље цара - савладара Јована VII око Селимбрије 1397. године, и помирење између два цара, султан Бајазит I је изгледа и даље веровао да може да се ослони на цара - намесника Јована VII да изврши његова наређења. Убрзо након одласка цара Манојла II из Цариграда, он је цару - намеснику Јовану VII из Адријанопоља послао следећу поруку:
"Ако сам заиста избацио василевса Манојла из града, то сам учинио не због вас, већ због себе. А ако, дакле, желиш да нам будеш пријатељ, повуци се одатле и ја ћу ти дати провинцију, коју год желиш. Али ако то не учините, са Богом и његовим великим Пророком као мојим сведоком, нећу никога поштедети, него ћу све потпуно уништити."
Цар Јован VII је одбио да преда град и пркосно је одговорио Бајазитовом гласнику, забележено да је рекао следеће:
"Повуците се, јавите своме господару: ми смо у сиромаштву и нема велике силе у коју бисмо могли да побегнемо, осим Богу који помаже немоћнима и који савладава моћне. Па ако нешто желите, учините то!"
Ситуација је постајала све мрачнија како је време одмицало, а Манојлово одсуство се одужило. Иако је Венеција обећала да ће послати војну помоћ за скидање опсаде, обећане снаге никада нису стигле. Упркос томе што су његове снаге биле исцрпљене и Тимуриди су се појавили у источним деловима његовог царства, султан Бајазит I је одбио да прекине опсаду. Током читаве шестогодишње опсаде страдали су грађани Цариграда. Многи од њих су изабрали да побегну са зидина да би се лично предали османским снагама.
Упркос томе што је одбио да преда град, цар - савладар Јован VII је задржао неке везе са султаном Бајазитом I. Почетком јануара 1401. године, цар - намесник Јован VII је био изван Константинопоља, покушавајући да потпише споразум са султаном Бајазитом I. Шта год да је урадио, чини се да је деловало тренутно јер је опсада на кратко укинута током лета. Године 1402, забележено је да је цар - намесник Јован VII учествовао у једној османској војној експедицији на Пелопонезу. Дана 1. јуна 1402. године, док је опсада ескалирала, цар - намесник Јован VII је послао писмо краљу Хенрију IV Енглеском, у којем је писало о хитној опасности која прети Константинопољу. Отприлике месец дана након што је ово писмо послато, султан Бајазит I је дефинитивно прекинуо опсаду, морао је да се обрачуна са Тимуридима. Бајазитов пораз и заробљавање у бици код Ангоре 20. јула 1402. године и каснији период османског грађанског рата који је изазвао, окончали су опсаду Константинопоља и спасили град.
Османски пораз код Ангоре цар - намесник Јован VII је искористио за преговоре о споразуму са једним од синова султана Бајазита I, емиром Сулејманом Челебијем, по коме су град Солун, као и значајне територије у Тракији и Македонији, враћене Византијском царству. Цар - намесник Јован VII је 1403. године, превео у православље и крстио два Бајазитова сина: Ису Челебија и Јусуфа Челебија. Ису је можда усвојио цар - намесник Јован VII, а за Јусуфа је забележено да је наставио да живи у Константинопољу, посведочено је да тамо борави још 1413. године.
По Манојловом повратку у Цариград јуна 1403. године, цар- савладар Јован VII му је вратио власт. Иако се чини да неки савремени коментари сугеришу да су сви очекивали да ће цар - савладар Јован VII одбити да преда власт, чини се да је цар - савладар Јован VII био задовољан тиме што је одступио од одговорности након што је три и по године управљао византијском престоницом. Када се цар Манојло II вратио, поништио је неколико одлука цара - савладара Јована VII, на пример одбацивши уговор који је цар - савладар Јован VII склопио са Османлијама, у којем им је дао верске и финансијске привилегије.

### Тензије унутар царске породице
Након Манојловог повратка 1403. године, односи између цара Манојла II и цара - савладара Јована VII поново су били напети. Пошто је знао да цар - савладар Јован VII више не може да се ослони на подршку Османлија, цар Манојло II је покушао да га потпуно искључи из царске хијерархије, одузевши му титулу василевса и лишивши га обећаних поседа у Селимбрији и Солуну. Разлоге за искључење Јована VII цар Манојло II је приписао гласинама да је Јован VII 1402. године започео преговоре са султаном Бајазитом I о предаји Константинопоља. Савремени кастиљански путник Руј Гонзалес де Клавио писао је да су се цар Јован VII и султан Бајазит I сложили да ће цар Јован VII предати град ако султан Бајазит I порази Тимуриде. Сумњиво је да је такав споразум икада направљен, поготово што се цар Јован VII показао као лојалан за време свог намесничког мандата и закључио веома повољан уговор са османским емиром Сулејманом Челебијем. Према речима немачког историчара Петера Вирта, могуће је да је разлог за поновни сукоб између цара - савладара Јована VII и цара Манојла II након Манојловог повратка могао бити тај што се цар Манојло II осећао да је игнорисан и изостављен из ових важних преговора.
Јован VII је послан на острво Лимнос, очигледно у прогонство, али је побегао свом тасту Франческу II на оближњи Лезбос. Убрзо након тога, у септембру 1403. године, Јован VII и Франческо II су покренули поморску експедицију против Солуна, иако се чини да је имала мали или никакав резултат. Експедиција није била покушај да се град преузме од цара Манојла II, већ да се ослободи од Османлија, пошто је још увек био присутан османски гарнизон. Јован VII и Франческо II су се вратили на Лезбос, где је у то време такође боравио Бусико. Заједно са Бусиком, они су потом на челу војске отпутовали у Цариград, планирајући да силом преузму град од цара Манојла II.
Иако су на крају одлучили да не нападну град, драстичне акције Јована VII захтевале су нови политички споразум између цара Манојла II и Јована VII. Резултирајући споразум између Јована VII и цара Манојла II из 1403. године, био је сличан оном који су склопили 1399. године. Као Манојлов усвојени син, Јован VII је остао први цар - савладар, а Манојлов биолошки син, Јован VIII, је и даље био други цар - савладар. Потврђена су и права цара - савладара Јована VII на Солун. Клавијо, који је у то време био присутан у Цариграду, пише да су и цар Манојло II и цар - савладар Јован VII одређени за пуноправне цареве и да је цар - савладар Јован VII требало да влада самостално после Манојлове смрти, након чега ће га наследити Манојлов син цар - савладар Јован VIII, кога ће заузврат наследити новорођени син цара - савладара Јована VII, Андроник V Палеолог. Чини се да су савремене реакције на споразум биле лоше. Клавијо је написао да не верује да ће уговор поштовати ни један ни други цар.

## Регенство и управа над Солуном
Девет година касније, након пет година блокаде Цариграда, Јованов стриц цар Манојло II је отишао на Запад у покушају да покрене нови крсташки поход против Османлија. У његовом одсуству, царски регент постао је цар Јован VII. Током четворогодишњег Манојловог одсуства, он је успешно водио одбрану града који је на крају спашен османлијским поразом код Ангоре. Иако се налазио у позицији да поново покуша да узурпира власт, царЈован VII то није учинио чак и када је султан Бајазит I умро после Ангоре, а цар Манојло II продужио свој останак на Западу. Сам цар Манојло II се и сам прибојавао ове могућности, због чега је своју супругу царицу Јелену и двојицу синова цара Јована (VIII) (савладар 1421—1425, цар 1425—1448) и деспота Теодора (II) (морејски деспот 1407—1443) склонио у Морејску деспотовину код свог млађег брата деспота Теодора  (морејски деспот 1382—1407). По Манојловом повратку у престоницу, он му је предао власт после чега се повукао у Солун који му је додељен на управу и у коме је и умро 1408. године.

### Цар Солуна
Пренос Солуна из османске контроле Византинцима надгледао је Манојлов повереник Димитрије Ласкарис Леонтарес, који га је по споразуму између два цара предао цару Јовану VII. Према сачуваним документима које је потписао цар Јован VII, он је вероватно први пут стигао у Солун крајем 1403. године. Иако су цара - савладара Јована VII на почетном путовању пратили неки од Манојлових највећих присталица, као што су Леонтарес и Димитрије Хрисолорас, којима је наређено да пазе на његове активности, цар - савладар Јован VII је одмах преузео аутономију од Константинопоља. Упркос њиховом договору и де фацто аутономији цара - садвладара Јована VII, Манојлови текстови наводе да је цару - савладару Јовану VII „дао“ Солун, што сугерише да је цар Манојло II и даље себе сматрао изнад цара - савладара Јовану VII. Иако не постоје познати сачувани примерци, састављен је детаљан споразум између цара Манојла II и цара - савладара Јована VII, који је добро дефинисао границе између царства Цариграда и Солуна. Неке територије које се налазе ближе Солуну него Цариграду, као што је Света Гора, биле су под управом Цариграда.
Цар - савладар Јован VII је проглашен за деспот Солунског и дозвољено му је да задржи пуну царску титулу. Док је владао Солуном, потврђено је да је цар Јован VII користио титулу Βασιλευς απασης Θετταλιας, на различите начине преводио се као „Цар Тесалије“, „Цар целе Тесалије“, „Император целе Тесалије“, „Император целе Тесалије“ цела Тесалија“. Иако је преузео ову нову титулу, цар Јован VII никада није престао да претендује да буде легитимни византијски цар, настављајући да користи титуле аутократор и василевс, идентичне титулацији цар Манојла II. У страној преписци ословљаван је на исти начин као и његов стриц цар Манојло II. Сачувани уговори са италијанским републикама помињу цара Јована VII као imperador di Griesi  („Цар Грка“) и lo gran imperator Caloiani imperador di Gries („Велики цар Калојован,  цар Грка“). Јованов улазак у Солун обележен је у византијском пиксиди од слоноваче (цилиндрична кутија са поклопцем). Овај пиксис, који се данас чува у Дамбартон Оуксу, приказује и царску породицу цара Јована VII (укључујући његову жену царицу Ирину и њиховог сина Андроника V) и царску породицу цара Манојла II (укључујући његову супругу царицу Јелену Драгаш и њиховог сина цара - савладара Јована VIII).
У Солуну је цар Јован VII створио сопствену ризницу и издавао свој новац са својим портретом, а не Манојловим. Створио је сопствени царски двор и канцеларију, где су документи потписивани његовим именом, а не именом цара Манојла II. Током Јованове владавине у Солуну, која је трајала до његове смрти 1408. године, Византијско царство је тако доживело период двојне владавине, у суштини подељене на два дела. Јованове активности као цара у Солуну састојале су се углавном од организовања одбране града и регулисања локалне црквене имовине. Чини се да је био задовољан својим положајем; нема даљих записа о сукобу између цара Јована VII и цара Манојла II након догађаја из 1403. године.
Долазак цара Јована VII у Солун је Солуњанима значио више од обичног доласка цара. Својим уговором из 1403. године, цар Јован VII је ослободио град од Османлија и поново га учинио другим градом Византијског царства. Иако је цар Манојло II такође учествовао у неким преговорима, већина заслуга за повратак Солуна под царску контролу мора бити приписана цару Јовану VII. Као такав, његов долазак у град није био само долазак новог гувернера, већ и ослободиоца града. Све време његове владавине у Солуну, Солуњани су и даље сматрали цара Јована VII као на способног владара. Према светом Симеону Солунском, цар Јован VII је „са свих страна утврдио [град] тријерама и спољним зидинама“ и „украсио [га] добрим прописима и установама“.
Убрзо по доласку у Солун, цар Јован VII је прогласио свог сина Андроника V за цара - савладара. Цар Јован VII је сматрао цара - савладара Андоника V не само као свог легитимног наследника, већ и будућег легитимног наследника Византијског царства. Ово се може закључити из наведеног пиксида који приказује цара - савладара Андроника V истакнутије од Манојловог наследника, цара - савладара Јована VIII, као и из монодија насталих након смрти цара - савладара Андроника V. Једна таква монодија каже да су га Андроникови родитељи „радо сматрали својим наследником“. Цар - савладар Андроник V, који је добио име по свом деди цару Андронику IV, је према споразуму из 1403. године, био легитимни наследник царства, постављен за наследника Манојловог сина цара - савладара Јована VIII. Сви планови за будућност цара - савладара Андроника V пропали су када је умро 1407. године, у доби од седам година. Убрзо после смрти цара -савладара Андроника V, цар Јован VII се замонашио, узевши монашко име Јосиф. Цар Јован VII је умро у Солуну годину дана после цара - савладара Андроника V, 22. септембра 1408. године, у релативно младој доби од 38 година. Са смрћу цара - савладара Андроника V и цара Јована VII, супарничка царска лоза коју је успоставио цар Андроник IV је изумрла.

## Наслеђе
Цар Јован VII је у Солуну остао позитивно упамћен. Град често није био у потпуности послушан Цариграду, а његове вође су често ишле својим путем у погледу администрације. За грађане Солуна, Јованова смрт је била значајан ударац њиховој аутономији.Владавина цара Јована VII у Солуну била је уједно последњи пут када је град служио као својеврсна ривалска престоница Цариграду. Цар Манојло II је посетио град 1409. године, и поставио свог младог сина деспота Андроника за гувернера. Док су га сусрели многи грађани који су га поздрављали, било је и оних који су се противили да им се наметне цариградски владар. То што су Солунци уживали у власти вође бунтовничке прошлости, који је баш као и цар Манојло II носио титулу василевса, вероватно је само подстакло сепаратистичке тенденције града.
Похвални пасус у славословљу Јовановом, из Солунског Синодикона, гласи:
"Јер наш цар Јован Палеолог се борио готово на коленима жестоко и храбро у одбрани Римљана у време када су се страни народи нагињали ка нама [...] и када је неизрециво најмоћнији талас који се подигао и претио да све уништи, ослободио цара из ропства и свим могућим средствима обезбедио нашу безбедност."
Још једна похвална реч, коју је вероватно написао свети Симеон Солунски, садржи овај одломак:
"Он се истински православно понашао кроз цео свој живот. Био је изванредан бранилац цркве и њених светих доктрина.... Када су се подигли таласи нечувеног насиља и претили да све прогутају, он није попустио, већ је као добар капетан поново преузео контролу над Римљанима. Он је из руку варвара извукао неколико градова, од којих је први и највећи био наш Солун, угледавши светлост слободе после дугог ропства. Своју резиденцију је основао у нашем граду и, не занемарујући ништа што је било потребно, употребио је сва средства да обезбеди нашу безбедност. Такође је стекао многе победе и тријумфе над сопственим страдањима; велика разноликост болести које је носио учинила је да напредује у врлини."
Други хвалоспеви, као и слично похвална монодија савременог византијског писца Теодора Потамија, готово да одају утисак да је у Солуну почео да се развија култ цара Јована VII.

## Порекло и породица
Јован је био син цара Андроника  Палеолога и царице Кераце Шишман која је била ћерка бугарског цара Јована Александра (1331—1371) који су поред њега имали и две ћерке.
Био је ожењен Ирином Гатилузио, из ђеновљанске породице Гатилузио која је донела победу 1354. године његовом деди цару Јовану V у сукобу са његовим прадедом царем Јованом  (1348 — 1354), за шта су награђени Лезбосом којим су управљали до османлијског освајања 1462. године. Са њом је имао неколико деце, од којих је најзначајнији њихов син:
- Андроник V (1400—1407), који је de jure био његов савладар, иако је био само дете и умро пре њега

## Породично стабло
| \| \| \| \| \| \| \| \| 4. Јован V Палеолог \| \| \| \| \| \| \| \| \| \| \| \| \| \| \| \| \| \| \| \| \| \| \| \| \| \| \| \| \| \| \| \| \| \| \| \| \| \| \| \| \| \| 2. Андроник IV Палеолог \| \| \| \| \| \| \| \| \| \| \| \| \| \| \| \| \| \| \| \| \| \| \| \| \| \| \| \| \| \| \| \| \| \| \| \| \| \| \| \| \| \| \| \| \| \| \| \| 5. Јелена Кантакузин \| \| \| \| \| \| \| \| \| \| \| \| \| \| \| \| \| \| \| \| \| \| \| \| \| \| \| \| \| \| \| \| \| \| \| \| \| \| \| \| \| \| \| \| \| \| \| \| 1. Јован VII Палеолог \| \| \| \| \| \| \| \| \| \| \| \| \| \| \| \| \| \| \| \| \| \| \| \| \| \| \| \| \| \| \| \| \| \| \| \| \| \| \| \| \| \| \| \| \| \| \| \| 6. Sratsimir di Kran \| \| \| \| \| \| \| \| \| \| \| \| \| \| \| \| \| \| \| \| \| \| \| \| \| \| \| \| \| \| \| \| \| \| \| \| \| \| \| \| \| \| \| \| \| \| \| \| 3. Кераца Шишман \| \| \| \| \| \| \| \| \| \| \| \| \| \| \| \| \| \| \| \| \| \| \| \| \| \| \| \| \| \| \| \| \| \| \| \| \| \| \| \| \| \| \| \| \| \| \| \| 7. Keratsa Petritsa \| \| \| \| \| \| \| \| \| \| \| \| \| \| \| \| \| \| \| \| \| \| \| \| \| \| \| \| \| \| \| \| \| \| |                         |  |  |  |  |  |                     |  |  |  |
| |                         |  |  |  |  |  | 4. Јован V Палеолог |  |  |  |
| |                         |  |  |  |  |  |                     |  |  |  |
| |                         |  |  |  |  |  |                     |  |  |  |
| |                         |  |  |  |  |  |                     |  |  |  |
| | 2. Андроник IV Палеолог |  |  |  |  |  |                     |  |  |  |
| |                         |  |  |  |  |  |                     |  |  |  |
| |                         |  |  |  |  |  |                     |  |  |  |
| |                         |  |  |  |  |  |                     |  |  |  |
| | 5. Јелена Кантакузин    |  |  |  |  |  |                     |  |  |  |
| |                         |  |  |  |  |  |                     |  |  |  |
| |                         |  |  |  |  |  |                     |  |  |  |
| |                         |  |  |  |  |  |                     |  |  |  |
| | 1. Јован VII Палеолог   |  |  |  |  |  |                     |  |  |  |
| |                         |  |  |  |  |  |                     |  |  |  |
| |                         |  |  |  |  |  |                     |  |  |  |
| |                         |  |  |  |  |  |                     |  |  |  |
| | 6. Sratsimir di Kran    |  |  |  |  |  |                     |  |  |  |
| |                         |  |  |  |  |  |                     |  |  |  |
| |                         |  |  |  |  |  |                     |  |  |  |
| |                         |  |  |  |  |  |                     |  |  |  |
| | 3. Кераца Шишман        |  |  |  |  |  |                     |  |  |  |
| |                         |  |  |  |  |  |                     |  |  |  |
| |                         |  |  |  |  |  |                     |  |  |  |
| |                         |  |  |  |  |  |                     |  |  |  |
| | 7. Keratsa Petritsa     |  |  |  |  |  |                     |  |  |  |
| |                         |  |  |  |  |  |                     |  |  |  |
| |                         |  |  |  |  |  |                     |  |  |  |